# James Rebanks
James Rebanks (ur. 3 marca 1974) – brytyjski pasterz i hodowca owiec, pisarz. Autor książki Życie pasterza. Opowieść z Krainy Jezior. 
Rebanks żyje we wsi Matterdale w dystrykcie Eden, w hrabstwie Kumbria. Jest to teren górzystego pojezierza zwanego Krainą Jezior. Jego rodzina jest związana z tym miejscem i pracą na nim od 600 lat.
W 1999 ukończył Magdalen College na Uniwersytecie Oksfordzkim. 
Do napisania Życia pasterza Rebanksa zainspirowała inna książka o tym samym tytule (A Shepherd's Life) autorstwa przyrodnika Williama Henry’ego Hudsona, którą ten opublikował w 1910. Rebanks opisuje tradycyjny styl życia pasterzy na terenach Kumbrii. Jego książka została doceniona m.in. za autentyczny, nieidealizujący i prosty styl.
Życie pasterza było nominowane do Wainwright Prize w 2016, The Royal Society of Literature Ondaatje Prize 2016, Portico Prize for Literature 2015, Waterstones Book Of The Year 2015.

## Publikacje
- The Shepherd's Life. A Tale of the Lake District (2015; wyd. polskie: Życie pasterza. Opowieść z Krainy Jezior, tłum. Adriana Sokołowska-Ostapko, Znak Literanova 2017).
- The Illustrated Herdwick Shepherd (2015).